# Festival del Huaso de Olmué 2014
Le Festival del Huaso de Olmué 2014 est la 45e édition annuelle du Festival del Huaso de Olmué.

## Développement

### 1renuit
- Date: 23 janvier 2014

Artistes
- Juanita Parra
- Los Bunkers
- Nancho Parra (humoriste)
- Javiera y los imposibles
- Sinergía

### 2enuit
- Date: 24 janvier 2014

Artistes
- Bafona
- Vicentico
- Huaso Filomeno (humoriste)
- Los Pata e' Cumbia

### 3enuit
- Date: 25 janvier 2014

Artistes
- José Quilapi
- Los Tigres del Norte
- Álvaro Salas (humoriste)
- Los Vikings 5

### 4enuit
- Date: 26 janvier 2014

Artistes
- Raipillán
- Daniel Muñoz & Los Marujos
- Centella (humoriste)
- Los Jaivas

## Concours

### Jury
- Javiera Parra
- Ignacio Franzani
- Daniel Muñoz (en)
- Julio Zegers
- María Elena Swett

### Chansons
| Titre                        | Artiste(s)                   | Position  |
| ---------------------------- | ---------------------------- | --------- |
| Sube a nacer conmigo hermano | Silvestre                    | 1er place |
| Mira Niñita                  | Fernando Milagros            | 2e place  |
| La Conquistada               | Fernando Julio et Rocío Peña | 3e place  |
| La quebrá del ají            | La Mano Ajena                | 4e place  |
| Mambo de Machaguay           | Natalia Santander            | Éliminée  |
| Pregón para iluminarse       | Cabo Carranza                | Éliminé   |
| Todos juntos                 | María Colores                | Éliminée  |
| La Centinela                 | Grupo Rayén                  | Éliminé   |

## Audience
| 1 | Jeudi    | 23 janvier | 1re nuit | 22:04 - 02:40 | 14,3 | Quatrième | (es) |
| 2 | Vendredi | 24 janvier | 2e nuit  | 22:19 - 02:16 | 17,6 | Premier   | (es) |
| 3 | Samedi   | 25 janvier | 3e nuit  | 22:21 - 02:18 | 18,5 | Premier   | (es) |
| 4 | Dimanche | 26 janvier | 4e nuit  | 22:21 - 02:52 | 21,5 | Premier   | (es) |

     Épisode le plus regardé.

     Épisode moins visible.

### Sources
- (es) Cet article est partiellement ou en totalité issu de l’article de Wikipédia en espagnol intitulé « XLV Festival del Huaso de Olmué » (voir la liste des auteurs).